# BatfXXX: Dark Night Parody
BatfXXX: Dark Night ist ein Pornofilm des Produktionsstudios Bluebird Films aus dem Jahr 2010. Regisseur des Films ist Nicholas Steel. Bekannte Größen der Branche wie Tory Lane und Bobbi Starr wirkten in dem Film mit.

## Handlung
Der Film lehnt sich von der Handlung her an verschiedene Batman-Verfilmungen an, wobei der Fokus jedoch auf dem zu dieser Zeit populären The Dark Knight (2008) gelegt wird. Nick Manning übernahm die Rolle des Batman, während Paul Chaplin unter dem Rollennamen Jo-Kerr eine Heath-Ledger-Parodie abgibt. Die Sexszenen bestehen vor allem aus Gruppensexszenen. Insgesamt finden sich neun Sexszenen in dem Plot, der davon handelt, dass der Jo-Kerr einen Sextrank von Poisen Ivy stiehlt, mit der er Gothard Citys Bevölkerung zu Sexsklaven machen will. Nur Billionaire Bruce stellt sich ihm als The Bat entgegen und kann ihn letztlich aufhalten.
- Szene 1: Blake Rose, Kristina Rose, Nick Manning
- Szene 2: Anna Lovato, Cindy Behr, Delta White, Jasmine Black, Anaya Leon, Rio, Antonia Deona, Dimitri, Ian Tate, Paul Chaplin, Tony James
- Szene 3: Alexa Nicole, Madelyn Marie, Mark Davis, Pike Nelson
- Szene 4: Brooke Banner, Brooke Haven, Dylan Ryder, Jazy Berlin, Madelyn Marie, Natalie Norton, Mason Moore, Aaron Wilcox, Danny Mountain, Paul Chaplin, Tommy Gunn, Will Powers
- Szene 5: Andy San Dimas, Jamey Janes, Mr. Pete
- Szene 6: Bobbi Starr, Carolyn Reese, Dani Jensen, Krissy Lynn, Madelyn Marie, Rio, Chris Johnson, Danny Wylde, Derrick Pierce, Paul Chaplin
- Szene 7: Krissy Lynn, Scarlett Fay, Tory Lane, Barry Scott, Johnny Castle, Nick Manning, T.J. Cummings
- Szene 8: Breanne Benson, Isis Love, Persia Pele, Alex Gonz, Billy Glyde, Tony De Sergio
- Szene 9: Brynn Tyler, Isis Love, Jenny Hendrix, Katie Kox, Krissy Lynn, Madelyn Marie, Nika Noire, Yurizan Beltran, Jerry, Keni Styles, Paul Chaplin, Seth Gamble

## Auszeichnungen & Nominierungen
Der Film bekam sechs AVN Awards, unter anderen in der Kategorie Best Parody – Drama.
- 2011: AVN-Award-Gewinner – Best Parody – Drama
- 2011: AVN-Award-Gewinner – Best Art Direction
- 2011: AVN-Award-Gewinner – Best Cinematography/Videography
- 2011: AVN-Award-Gewinner – Best Make-Up
- 2011: AVN-Award-Gewinner – Best Online Marketing Campaign – Individual Project
- 2011: AVN-Award-Gewinner – Best Special Effects
- 2011: XBIZ-Award-Gewinner – Best Special Effects
- + 10 Nominierungen

## Rezeption
Von vielen Rezensenten wurde das schlechte Acting der Pornodarsteller kritisiert. Außerdem habe die Handlung viele Löcher. Lob brachte vor allem die mit vier Stunden überdurchschnittliche Lauflänge sowie die Kampfszenen. Auch der Enthusiasmus des Drehbuchschreibers wurde trotz offensichtlicher Plot-Lücken durchaus anerkannt. In der Frage der Sexszenen kam es auf den persönlichen Geschmack der Kritiker an. Einige kritisierten die häufigen Gruppensexszenen.